# Knallbonbon

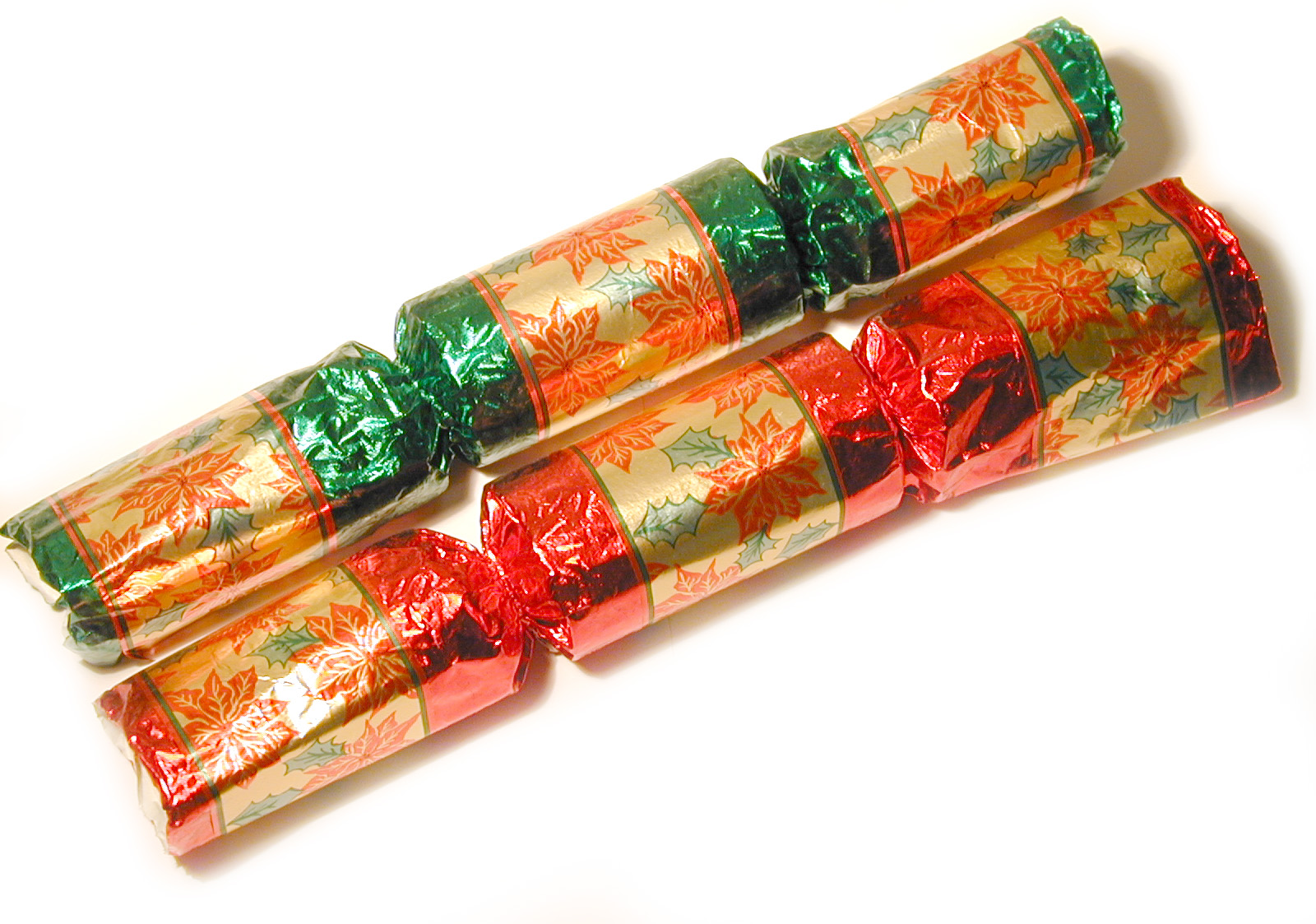
Zwei Christmas Cracker

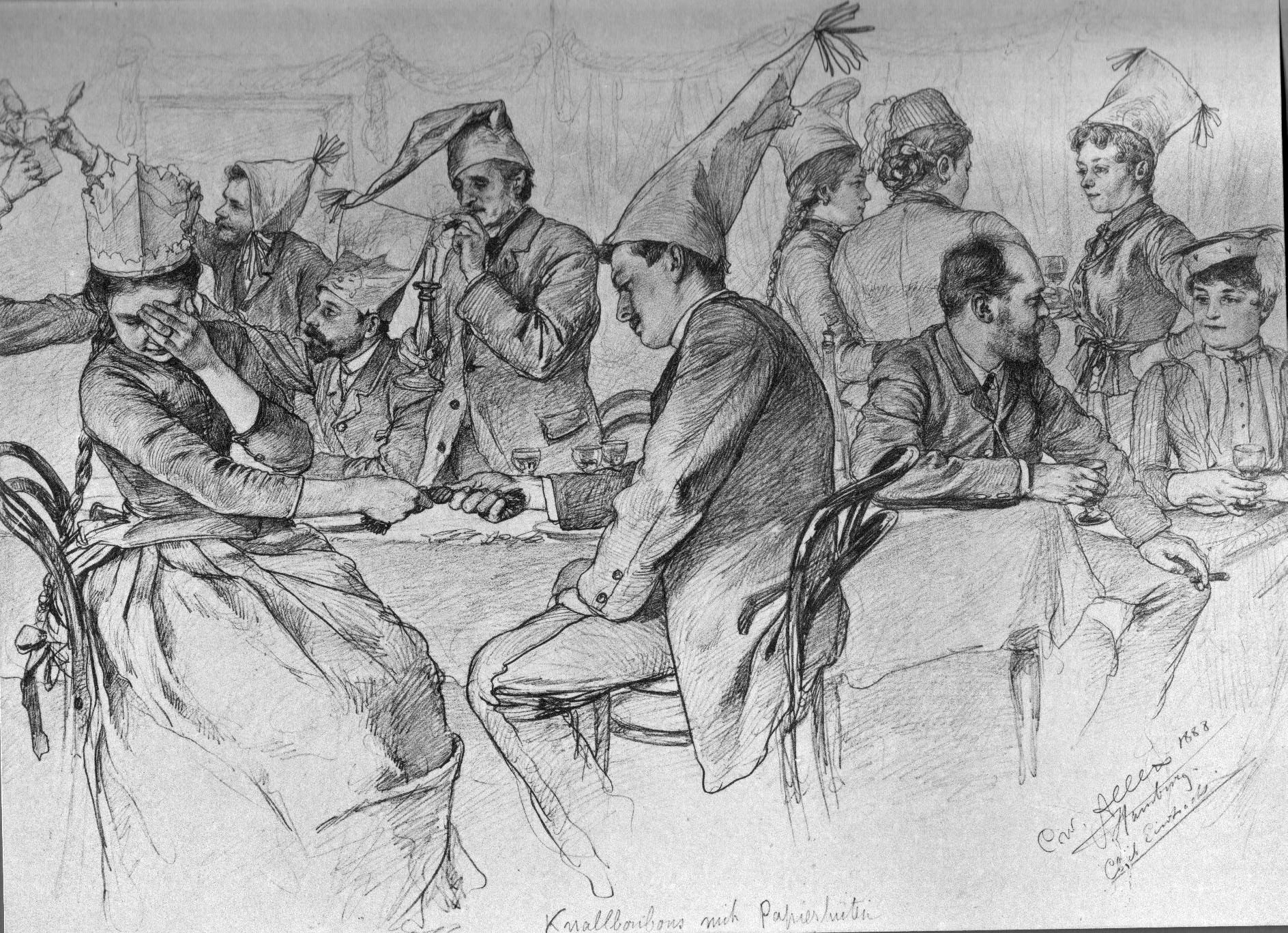
Knallbonbons in geselliger Runde (1888)

Ein Knallbonbon (der oder das) ist eine spezielle Verpackung, die wie ein großes Bonbon aussieht, beim Öffnen knallt und kleine Geschenke enthält.
Der Knallbonbon besteht aus einer Pappröhre, die in Geschenkpapier gewickelt ist. Das Abbinden der Papierenden ergibt die charakteristische Bonbonform. Zwischen Pappe und Papier befindet sich ein Zündstreifen, der bei gleichzeitigem Ziehen an den beiden Enden ausgelöst wird.
Knallbonbons werden vor allem auf größeren Feierlichkeiten vom Gastgeber verteilt oder von den Gästen gegenseitig geschenkt. Sie können Süßigkeiten, Spielzeugschmuck, Zettel mit Witzen oder Horoskopen enthalten und häufig Partybedarf wie Konfetti, Luftschlangen und Partyhüte. Es werden im Handel auch fertige, aber leere Knallbonbons angeboten, die individuell gefüllt werden können.
Als Erfinder des Knallbonbons gilt der englische Konditor Tom Smith (1823–1869). 1847 verkaufte er die ersten Christmas Cracker. Um 1900 besaß die Firma Tom Smith & Company eine Manufaktur in Finsbury mit 1000 Beschäftigten, die jährlich 11 Millionen Stück herstellte.

## Knallbonbons zu Weihnachten in Großbritannien und anderen Commonwealthstaaten
Als Christmas Cracker ist das Knallbonbon  ein integraler Bestandteil der Weihnachtsfeiern in Großbritannien und anderen Commonwealthstaaten. In diesem Fall ist das Papier mit weihnachtlichen Motiven bedruckt.  Zwei Personen ziehen an dem Knallbonbon, der dann in der Mitte mit einem Knall explodiert und ungleich bricht. Es gibt unterschiedliche Versionen: Entweder derjenige, der das größere Stück hat, behält den Inhalt, oder jeder erhält einen Cracker und insofern auch den Inhalt.